# Schaduwkabinet

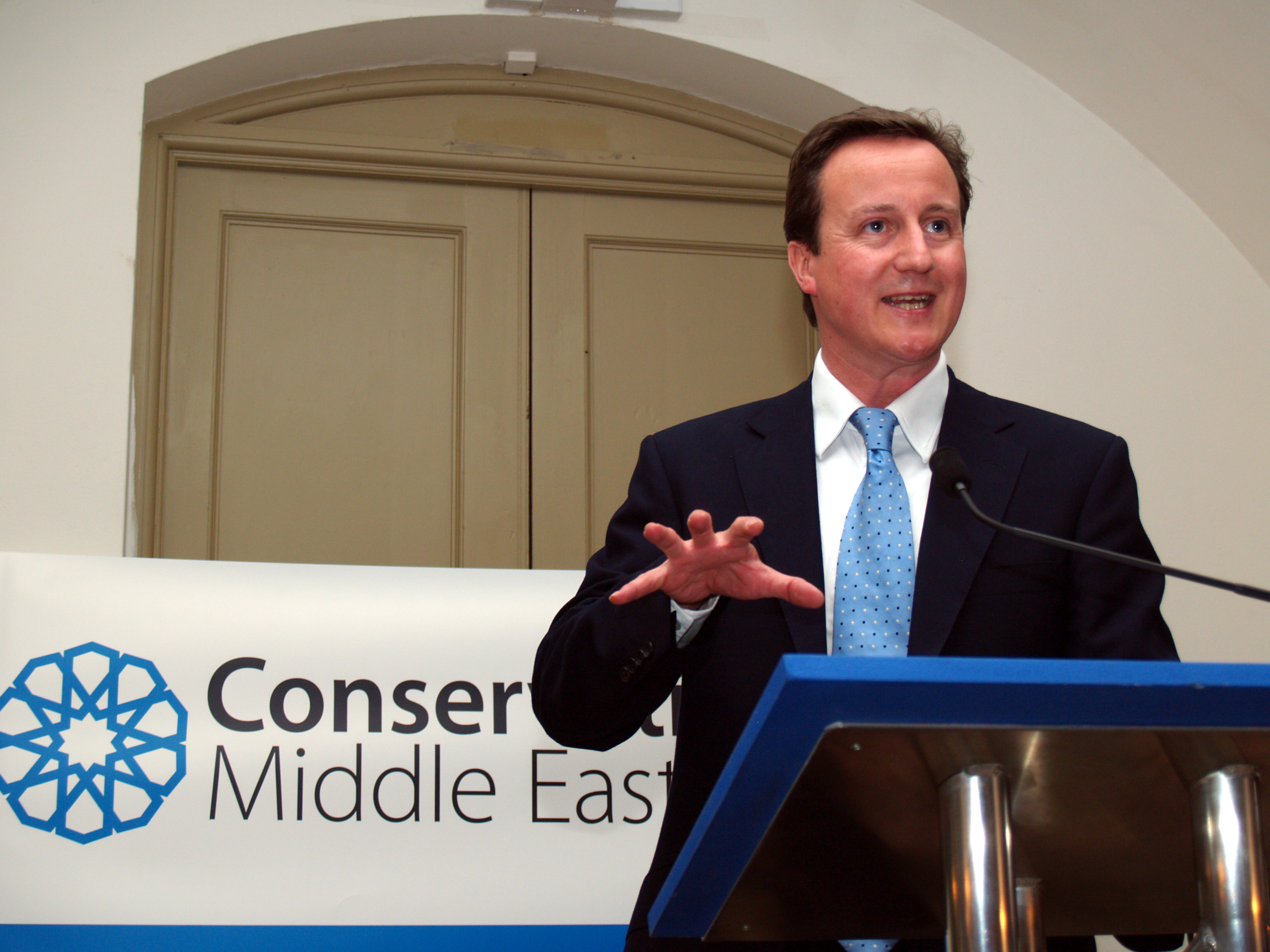
In het Verenigd Koninkrijk leidde David Cameron het schaduwkabinet van 2005 tot 2010, toen hij premier werd.

Een schaduwkabinet of schaduwregering is een groep politici van een oppositiepartij die partijwoordvoerder zijn op verschillende beleidsterreinen en zo een alternatieve ministerraad vormen. Een schaduwminister kan het beleid van de zittende minister op hetzelfde beleidsterrein bekritiseren en alternatieven presenteren. Vaak worden schaduwministers na een verkiezingsoverwinning van hun partij ook daadwerkelijk minister.
Het vormen van een schaduwkabinet is gangbaar in veel landen van het Gemenebest van Naties: het Verenigd Koninkrijk, Canada, Australië en de Bahama's. Ook Japan, Polen, Ierland en Frankrijk hebben een soort schaduwkabinet. In Frankrijk wordt gesproken van het cabinet fantôme ("spookkabinet").
Binnen sommige partijen, waaronder de Britse Labour Party en de Australian Labor Party, worden schaduwministers niet benoemd door de partijleider maar verkozen door de partijleden. Na de verkiezingen voor het schaduwkabinet wijst de partijleider aan elke schaduwminister een beleidsterrein toe.

## België

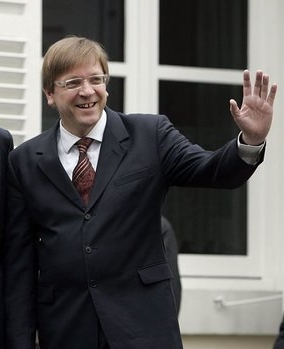
In België vormde Guy Verhofstadt in 1988 een schaduwkabinet van de Vlaamse partij PVV

In België vormde Guy Verhofstadt in 1988 een schaduwkabinet van de Vlaamse Partij voor Vrijheid en Vooruitgang (PVV). De partij Agalev (voorloper van Groen) vormde een schaduwkabinet in de aanloop naar de Belgische verkiezingen van 2003.
Het Schaduwkabinet was ook een langlopend politiek debatprogramma dat wekelijks door de Vlaamse televisieomroep VTM werd uitgezonden. Sinds maart 2012 heeft de krant De Tijd een "schaduwkabinet" van opiniemakers die wekelijks hun visie geven over de politieke actualiteit.

## Nederland
In Nederland werd in de aanloop naar de Tweede Kamerverkiezingen van 1971 het schaduwkabinet-Den Uyl gevormd door de PvdA, D66 en PPR. In de aanloop naar de Tweede Kamerverkiezingen van 1972 werd door dezelfde partijen onder leiding van Joop den Uyl wederom een schaduwkabinet geformeerd. Omdat echter niet alle beoogde posities werden ingevuld, raakte dit initiatief ook bekend als het "deel-kabinet".
In de aanloop naar de Tweede Kamerverkiezingen van 2006 stelde SP-partijleider Jan Marijnissen voor om een schaduwkabinet te vormen van de PvdA, SP, GroenLinks en mogelijk de ChristenUnie. Dit schaduwkabinet kwam er echter niet.